# Tara (reka)
Tara (cirilica: Тара) je reka, ki teče skozi Črno goro in v spodnjem toku tvori državno mejo z Bosno in Hercegovino. Z dolžino 146 kilometrov, od katerih 141 km poteka v Črni gori oziroma po njeni meji, je najdaljša reka v državi. Po sotočju s Pivo se reki nadaljujeta kot Drina.
Tara je poznana predvsem po svojem kanjonu, ki je najgloblji kanjon v Evropi, po nekaterih navedbah celo drugi najgloblji na svetu za Velikim kanjonom v ZDA. Zaradi velike biološke in estetske vrednosti del porečja Tare, vključno s kanjonom, spada pod Narodni park Durmitor, ta pa je na Unescovem seznamu svetovne dediščine.

## Tok
Tara nastaja pod gorskim masivom Komovi na vzhodu Črne gore, kjer se zlivata rečici Opasanica in Veruša. Od sotočja teče proti severu skozi mesti Kolašin in Mojkovac, kjer zavije proti severozahodu in začne prehajati v sotesko. Ta je dolga 80 kilometrov, višinska razlika pa mestoma znaša več kot 1300 metrov.
V spodnjem toku, potem ko zapusti kanjon, je Tara mejna reka z Bosno in Hercegovino. Pri Šćepan Polju se združi z reko Pivo in preimenuje v Drino, ki teče dalje proti severu.

## Pomen
Kanjon Tare je ena glavnih in najprepoznavnejših turističnih znamenitosti Črne gore, spodnji tok reke pa je zelo priljubljen za rafting in druge vodne športe.
Zaradi velikega hidroenergetskega potenciala Tare in zgornjega toka Drine je obstajalo več načrtov za izgradnjo hidroelektrarn, ki pa so naleteli na nasprotovanje okoljevarstvenikov in javnosti. Največji odziv javnosti je sprožila namera o izgradnji hidroelektrarne Buk Bijela na gornji Drini v Bosni in Hercegovini, ki bi potopila tudi dela sotesk Pive in Tare. Projektu, za katerega sta sporazum sklenili Črna gora in Republika Srbska, se je leta 2004 zoperstavilo več kot 30 nevladnih organizacij in 10 000 podpisnikov peticije proti gradnji, kar je pripeljalo do tega, da je decembra istega leta črnogorski državni zbor sprejel »Deklaracijo o zaščiti reke Tare«. Vseeno se prizadevanja s strani Republike Srbske za izgradnjo elektrarne nadaljujejo.